# Fender Urge Bass
Fender Urge Bass i Fender Urge II Bass su modeli električnih bas-gitara koje je dizajnirala, i proizvela tvrtka Fender za potrebe američkog bas-gitariste Stu Hamma.
Model Standard Urge proizveden od 1993. – 1999. godine u Meksiku s nešto kraćom 812,8 mm skalom, ima ugrađenu kofiguraciju od dva standardna aktivna Jazz Bas elektromagneta, "pan" pot preklopnik pomoću kojeg se odabire uporabna shema elektromagneta, kao i kontrolne potove za ton i glasnoću.

Druga generacija je model Urge II Bass, s osnovnim značajkama koje uključuju elegantano dizajnirano tijelo od johe s dva Noiseless Jazz Bas, i jedan Precision Bass elektromagnet, tropojasni ekvilajzer, napajanje od 18 V i "pan" pot preklopnik. Vrat gitare je grafitno ojačan, asimetričan, ovalanog profila. Vrat je za tijelo gitare pričvršćen pomoću šest vijaka. Hvataljka vrata urađene je od palisandera, s rasporedom srednje velikih polja (engl. medium jumbo). Orijentacijski markeri tona na hvataljci u rasponu su od dvije oktave. Dužina skale standardnog modela nešto je duža, i iznosi 863,6 mm.

Od 2008. godine model Urge Bass II dizajniran je s Hipshot Ultralite mašinicama, s Drop D štimom na E žici.

Model je bio dostupan u tri nove završnice: ocean turquoise, red sparkle i crnoj s odgovarajućom bojom glave vrata.

Unatoč tomu što je model Stu Hamm Urge Bass bio prvi Fenderov proizvedeni potpisani model, od 1. siječnja 2010. godine, nakon 20. godina neprekidne proizvodnje, model se prestao proizvoditi.

## Vanjske poveznice
- "Opisni sadržaj modela Stu Hamm Urge II na Fenderovoj službenoj internet stranici".  Arhivirana inačica izvorne stranice od 21. ožujka 2012. (Wayback Machine)